# Хосровідухт
Хосровідухт (вірм. Խոսրովիդուխտ; роки народження та смерті невідомі)  — вірменська поетеса та композиторка VIII століття. Сестра князя Гохтна Вагана Гохтнеці. Біографічних даних майже не збереглося. У зв'язку зі смертю брата (737 рік) написала вірш «Шаракан Вагану Гохтнеці». Незважаючи на його світський характер, цей твір включено в канонічний збірник гімнів Вірменської апостольської церкви. Існує сучасний запис цього шарахану у виконанні ансамблю старовинних інструментів.

## Твори
- Шаракан Вагану Гохтнеці